# Баблер вохристий
Ба́блер вохристий (Pellorneum tickelli) — вид горобцеподібних птахів родини Pellorneidae. Мешкає в Південно-Східній Азії.

## Опис
Довжина птаха становить 13-15 см. Верхня частина тала коричнева, нижня частина тіла охриста. Від дзьоба до очей ідуть охристі смуги.

## Підвиди
Виділяють п'ять підвидів:
- P. t. assamense (Sharpe, 1883) — Північно-Східна Індія, схід Бангладеш і західна М'янма;
- P. t. grisescens (Ticehurst, 1932) — південно-західна М'янма;
- P. t. fulvum (Walden, 1875) — північно-східна М'янма, північний Таїланд, південно-західний Юньнань і північний Індокитай;
- P. t. annamense (Delacour, 1926) — південний Індокитай (плато Боловен);
- P. t. tickelli Blyth, 1859 — південь Таїланду і Малайський півострів.

Суматранський баблер раніше вважався підвидом вохристого баблера.

## Поширення і екологія
Вохристі баблери мешкають в Індії, Бангладеш, М'янмі, Китаї, Таїланді, В'єтнамі, Лаосі, Камбоджі і Малайзії. Вони живуть у вологих рівнинних і гірських тропічних лісах і чаганикових заростях. Зустрічаються на висоті до 1550 м над рівнем моря.